# 雙線矮冠䲁
雙線矮冠䲁（學名：Praealticus bilineatus），為輻鰭魚綱鳚形目䲁科矮冠䲁屬的一種，分布於西太平洋南中國海海域，深度0至6公尺，本魚體延長略側扁，頭部短鈍，眼上眶有分支觸鬚，缺乏頸背觸鬚，前鼻孔後緣有小觸鬚，通常不分支，上下唇緣光滑，頭部和身體呈灰褐色，帶有白色小斑點，中鰭有白色圓點，背鰭有深凹痕，背鰭硬棘13枚、背鰭軟條18-20枚、臀鰭硬棘2枚、臀鰭軟條18-21枚，體長可達9公分，棲息在水淺的岩石海岸，雌魚產附著性卵，雄魚有護卵行為，幼魚為浮游性，生活習性不明。